# Llacao (parroquia de Cuenca)

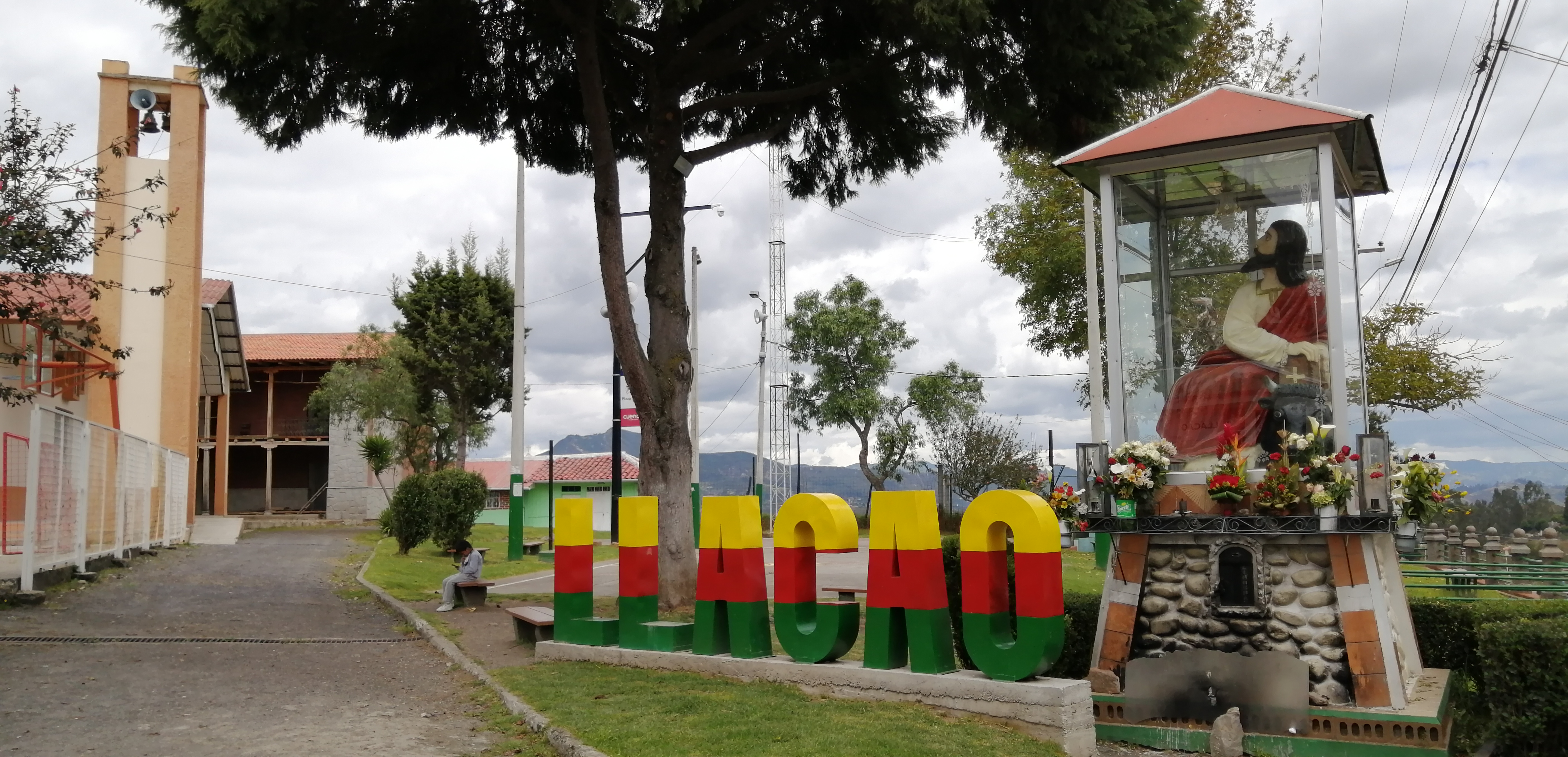
Centro de Llacao

Llacao es una parroquia rural del cantón Cuenca. Esta se encuentra ubicada  en la región andina del Ecuador, al noroeste de la ciudad de Cuenca. Su nombre oficial es San Lucas de Llacao.   

## Historia
El primer registro de Llacao data de 1837 con un acta bautismal, al igual que se encontró evidencia de la construcción de la capilla de uno de los caseríos de la parroquia en 1947. En primera instancia, Llacao y otras parroquias aledañas estuvieron bajo la jurisdicción de la parroquia urbana El Batán, hasta que finalmente se convirtió en parroquia.
El origen del nombre de la parroquia San Lucas de Llacao se debe a San Lucas Evangelista, por su patrono y apóstol según la tradición católica, y Llacao, que en lengua quechua hace referencia a la mazorca del maíz que está a punto de caer en época de cosecha.
La fiesta en honor al patrono de la parroquia se realiza del 18 al 23 de octubre, siendo esta la fiesta más grande que celebran sus habitantes. Durante estos días se realizan actividades religiosas, deportivas y culturales.

## Ubicación geográfica
La parroquia de Llacao limita con las siguientes parroquias pertenecientes a las provincias de Azuay y Cañar:
| Punto Cardinal | Parroquia         |
| -------------- | ----------------- |
| Norte          | Parroquia Solano  |
| Sur            | Parroquia Nulti   |
| Este           | Javier Loyola     |
| Oeste          | Ricaurte y Sidcay |

## Actividades económicas
Los habitantes en esta zona se dedican principalmente al cultivo de hortalizas y legumbres, y a la ganadería. Y de manera secundaria a la artesanía y a otras actividades económicas que implica que sus habitantes se trasladen a las ciudades de Cuenca o Azogues.

## Gastronomía
El cuy es uno de los platos típicos que se suele degustar en la zona. Este se sirve emplatado con papas y mote. Sus habitantes lo consumen en alguna ocasión especial como una graduación o en una fiesta religiosa
Otro plato típico es el mote casado. Esta es una sopa con mote, fréjol y tocino. Se suele consumir entre miembros familiares principalmente durante el período de siembra o cosecha.

## Turismo y actividades deportivas

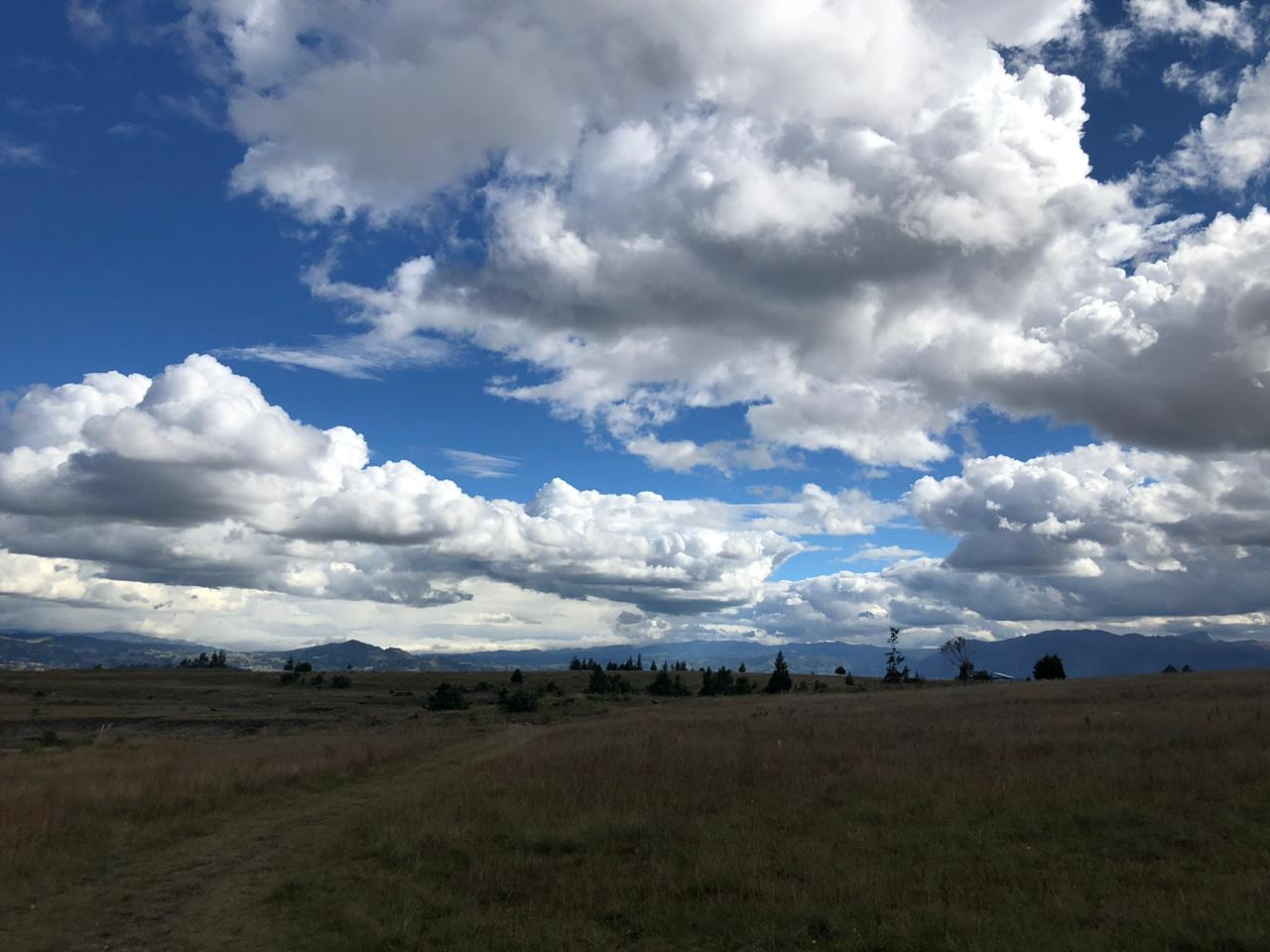
Cerro Pachamama, también conocido como El Tablón de Llacao

### Sitios turísticos
La parroquia cuenta con algunos sitios de interés turístico entre los que están:
- La Gruta de Ripichala. Una gruta construida en honor a la Virgen Inmaculada, ubicada en una colina de 100 m de altura.
- Plaza Central de Llacao. Fue construida en 1953. En la entrada se puede apreciar el monumento de San Lucas Evangelista, patrono de Llacao.
- Iglesia de Llacao. Es una construcción de gran importancia para el pueblo debido a su mayoría religiosa católica.
- Las Cuevas. Dos cuevas que se encuentran en distintos lugares del Cerro Pachamama donde se presume pueden haber vivido sus primeros habitantes.
- Cementerio de los Incas. Se ubica en la planicie de Mangán y a la distancia se mira como si el lugar tuviera forma de un cementerio.
- Planicie del Cerro Pachamama. En este lugar de 72 hectáreas, el cual se encuentra en el límite de las provincias de Azuay y Cañar, se puede apreciar las ciudades de Cuenca y Azogues.
- El Sendero por el camino del Inca. Esta ruta está abierta todo el año,

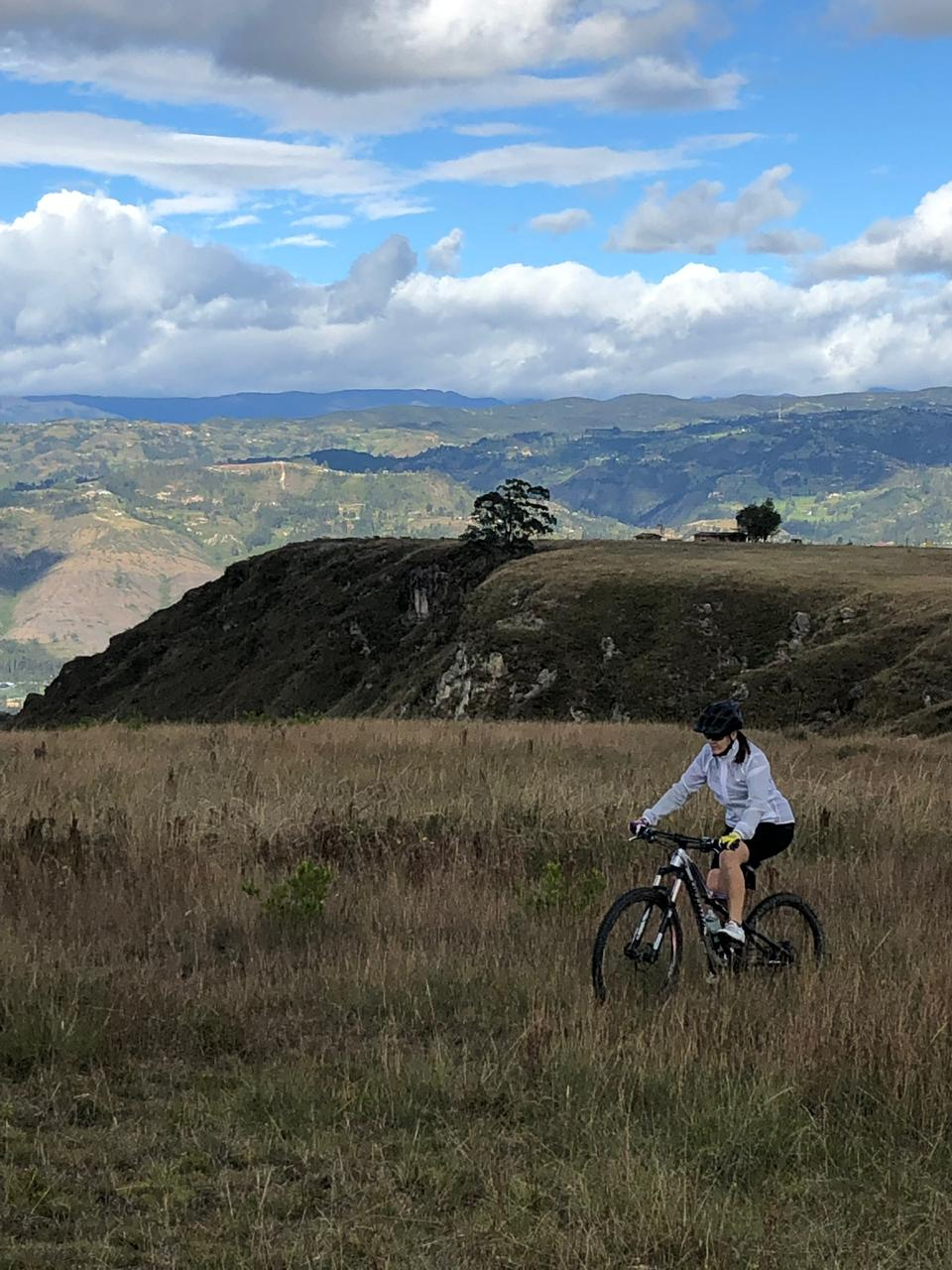
Ciclismo de montaña en El Tablón

http://challuabamba.blogspot.com/2010/12/ubicacion-pais-ecuador-provincia-azuay.html

### Actividades deportivas
Las actividades deportivas que se realizan en esta zona son variadas. En el Cerro Pachamama, también conocido como "El Tablón de Llacao", los deportistas practican ciclismo de montaña, acampada, caminatas, trail running, entre otras opciones.
- Challuabamba qué significa Laguna de peces , es una comunidad ubicada a 12 km de la,ciudad de Cuenca por la autopista Cuenca- Azoguez , limita al sur con la parroquia Nulti